# Przybyłów (powiat wieruszowski)
Przybyłów – wieś w Polsce położona w województwie łódzkim, w powiecie wieruszowskim, w gminie Galewice.
W 2004 roku w Przybyłowie mieszkały 123 osoby.
W latach 1975–1998 miejscowość położona była w województwie kaliskim.